# Raúl Campi
Raúl José Campi (San Miguel de Tucumán, Tucumán, 12 de enero de 1947) es un exfutbolista argentino que jugaba como mediocampista.

## Trayectoria

### Atlético Tucumán
Campi debutó de muy joven en Atlético Tucumán en el año 1964, en un momento muy importante de la historía del club, ya que para el momento de su debut, el Decano, venía de ganar el anual de la Liga Tucumana 7 veces consecutivas. Ese año no iba a ser la excepción y Atlético volvería a conquistar el título, completando así, el octacampeonato. Campi también formó parte del equipo de Atlético Tucumán que participaría en la primera Copa Argentina, en 1969. Al año siguiente se coronaría campeón de la Liga Tucumana, siendo el goleador, pero el título les sería arrebatado a través del escritorio. En 1972 se consagraría campeón tucumano y de esta manera accedería al Nacional de 1973. En 1973 lograría el bicampeonato y se aseguraría de esta manera su participación en el Nacional 1974. En 1975 volvería a gritar campeón y en el Nacional terminaría primero en su grupo y avanzaría a la fase siguiente. Finalmente en 1977 Campi le pondría fin a su carrera coronándose campeón de la Liga Tucumana, siendo esta la última de las 5 que ganó.
Campi jugó 180 partidos y llegó a marcar 66 goles con la camiseta de Atlético, convirtiéndose en uno de los jugadores con más partidos y goles en el club.

## Clubes
| Club             | País      |
| ---------------- | --------- |
| Atlético Tucumán | Argentina |

## Palmarés
| Título        | Equipo           | País      | Año  |
| ------------- | ---------------- | --------- | ---- |
| Liga Tucumana | Atlético Tucumán | Argentina | 1964 |
| Liga Tucumana | Atlético Tucumán | Argentina | 1972 |
| Liga Tucumana | Atlético Tucumán | Argentina | 1973 |
| Liga Tucumana | Atlético Tucumán | Argentina | 1975 |
| Liga Tucumana | Atlético Tucumán | Argentina | 1977 |